# Robert Frank
Robert Frank, född 9 november 1924 i Zürich, död 9 september 2019 i Inverness i Nova Scotia, var en schweizisk-amerikansk fotograf.
Frank var son till dekoratören Hermann Frank och Régina Zucker. Fadern hade flyttat från Frankfurt till Schweiz för att undgå nazisternas förföljelse av judar. Hela familjen blev 1946 schweiziska medborgare. 
Frank växte delvis upp i Zürich och var 1941–1944 lärling hos fotografen Hermann Segesser och andra. Han publicerade sin första bok, 40 Fotos, 1946. År 1947 emigrerade han till USA och fick arbete som modefotograf för Harper's Bazaar i New York. År 1948 gjorde han en arbetsresa till Peru och Europa. Efter återkomsten till USA deltog han i utställningen 51 American Photographers på Museum of Modern Art i New York. Han hade också en utställning 1951 tillsammans med Ben Schultz och  William Eugene Smith på Gallery Tibor de Nagy i New York. Fram till 1955 ställde han ut vid ett flertal tillfällen på Museum of Modern Art. Han uppmärksammades för sin fotobok The Americans 1958.
Han tilldelades Hasselbladpriset 1996.
2015 kom dokumentärfilmen Don't Blink – Robert Frank (sv. övers. Robert Frank - revolutionerande fotograf), av Laura Israel. Den visades 2019 i SVT 2.
Han var gift med Mary Lockspeiser 1950–1969. Paret fick två barn.
Frank är representerad vid bland annat Museum of Modern Art och Moderna museet